# Carl Edmund Werner
Carl Edmund Werner, normiert auch Karl Edmund Werner (* 1835 in Hainichen; † 1. August 1898 in Dresden), war ein deutscher Jurist. Er war Senatspräsident und später Präsident des Oberlandesgerichts Dresden. 

## Leben und Wirken
Er war der Sohn des Fabrikanten Carl Werner. Nach dem Schulbesuch und dem Studium der Rechtswissenschaft trat er in den sächsischen Staatsdienst ein und stieg zum Senatspräsidenten des Königlich Sächsischen Oberlandesgerichts auf. Am 1. Oktober 1893 wurde er Präsident des Oberlandesgerichts und schied durch seinen Tod am 1. August 1898 vorzeitig aus dem Amt. Der promovierte praktische Arzt Carl Friedrich Franz Johannes Werner war sein Sohn.